# Anthurium nakamurae
Anthurium nakamurae är en kallaväxtart som beskrevs av Eizi Matuda. Anthurium nakamurae ingår i släktet Anthurium och familjen kallaväxter. Inga underarter finns listade.